# Zac Dunn
Zac Dunn (* 4. Februar 1991 in Melbourne, Victoria, Australien) ist ein ehemaliger australischer Boxer im Supermittelgewicht mit 29 Knockout-Siegen und einer Niederlage. 
Seine Profikarriere begann Dunn im Jahre 2012. Am 12. Dezember 2014 eroberte er den Oriental-Titel der WBO, als er Ricardo Marcelo Ramallo ausknockte. Am 27. Juni 2015 wurde er IBO Weltmeister im Supermittelgewicht.